# Cagancho
Joaquín Rodríguez Ortega dit « Cagancho », né à Séville (Espagne) le 17 février 1903, mort le 1er janvier 1984 à Mexico (Mexique), est un matador espagnol. « Cagancho » est également le nom que Pablo Hermoso de Mendoza a donné à l'un de ses chevaux en hommage au matador homonyme.

## Présentation et carrière
« Cagancho », gitan né à Séville dans le quartier de Triana, d'un père forgeron, fut l'un des matadors les plus populaires de années 1920 et 1930. « La beauté, l'élégance de ce gitan aux yeux verts séduisait le public. Avec son teint huileux à force d'être olivâtre, sa maigreur ascétique, il avait la ligne idéale du torero de l'époque. » Il subjugue les spectateurs dès son troisième taureau lors de sa première novillada à La Isla San Fernando en 1923 devant du bétail de Fermín Bohórquez, après avoir été d'abord moqué lors de ses deux premiers taureaux. Il fait régner le silence lorsqu'il accomplit à la perfection ses premiers derechazos au troisième taureau.
À la suite d'un triomphe obtenu à Barcelone en 1926, son nom devient célèbre dans toute l'Espagne. Il prend l'alternative des mains de « El Gallo » devant Orejilla, Taureau de la ganadería de Carmen de Federico. le 17 avril 1927 à Murcie .
Le 22 juin 1927 il confirme son alternative à Madrid avec pour parrain, « Valencia II » devant le taureau Naranja de la ganadería de María Montalvo. Puis il se rend au Mexique où il est chaleureusement accueilli. C'est là qu'il finira sa vie après plusieurs retours en Espagne, des triomphes, des ovations et des critiques tantôt  laudatives, tantôt mitigées comme c'est le cas pour beaucoup de toreros dont le style gitan ne répond pas aux normes classiques. Au Mexique et jusqu'à la fin de sa vie, il devient une idole.

## Style
Le toreo gitan est un toreo d'impulsion, d'humeur, d'inspiration, que les puristes condamnent volontiers comme le fait Guillermo Sureda Molina dans son ouvrage El Toreo gitano. Sureda ne cesse de dénoncer mais aussi de justifier ce qu'il appelle « une fausse classe, et la folie pure  de la carrière de El Gallo, et plus encore celle de Cagancho qui est une représentation de l'esthétique gitane, en marge de la technique taurine. »
Considéré comme l'un des plus grands matadors de son époque capote ou muleta en main, à l'épée, il était capable du meilleur comme du pire. Il estoquait al volapié, lentement, en décomposant ses gestes, comme s'il tombait « endormi » sur le toro. Le public admirait tant son style, son courage et la précision de ses coups d'épée qu'il lui arrivait de se réjouir d'une estocade ratée : il pouvait assister à une autre ! Mais très souvent, il multipliait les tentatives d'estocades, les ratait et laissait rentrer le taureau vivant au toril, le quart d'heure imparti étant dépassé. Cagancho a été conduit en prison de nombreuses fois pour n'avoir pas obéi aux règles de la lidia, n'avoir pas tué le taureau. Devant un animal qui refuse de suivre l'étoffe de la muleta, Caga,cho reste sans ressources 
Pour le revistero Néstor Luján, « l'élégance et la peur était tout son toreo. Lorsque l'une disparaissait, l'autre devenait immense. » Pour Bartolomé Bennassar, il représente « l'essence du toreo gitan » dans la lignée de Manolo Bienvenida, et de Juan Belmonte
Ses échecs étaient tellement célèbres que le journaliste Santiago Ibero parlait ironiquement de « sa pratique humanitaire de laisser les taureaux vivants ». 
Au Mexique, où il devient plus qu'une idole, on lui arrache les boutons de ses vestes pour en faire des reliques. C'est dans ce pays qu'il s'installe définitivement après sa despedida en 1964, le bétail du pays de moindre pouvoir et de charge plus suave convient mieux à son toreo.

## Fait-divers
Mauvais garçon, Cagancho savait aussi se montrer cruel hors des arènes. En 1933, de nombreux journaux reproduisent cette dépêche de l'agence Havas :"Cadix, 7 août. ” Alors qu'il se trouvait dans un cabaret avec des amis, le toréador Cagancho a saisi soudainement une femme qui se trouvait là et lui a arrosé le corps d'eau-de-vie ; pendant ce temps, un compagnon de Cagancho approchait une allumette. La malheureuse a été grièvement brûlée. Cagancho et onze personnes qui l'accompagnaient ont été arrêtés. Le toréador, au cours de son interrogatoire par le juge, a fait preuve d'un grand cynisme, se vantant d'avoir une fortune d'un million de pesetas." 

## Quelques dates
- Première novillada : 1923 à San Fernando (Espagne, province de Cadix). Novillos de la ganadería de Bohórquez.
- Présentation à Madrid : 5 août 1926.
- Alternative : Murcie (Espagne) le 17 avril 1927. Parrain, « El Gallo ». Taureaux de la ganadería de Carmen de Federico
- Confirmation d'alternative à Madrid : 22 juin 1927. Parrain, « Valencia II ». Taureaux de la ganadería de María Montalvo